# Academic Torrents
Academic Torrents е уебсайт на английски език, който позволява споделянето на изследователски данни чрез протокола BitTorrent. Основан е през ноември 2013 г. като проект на Института за възпроизводими изследвания, който е американска корпорация с нестопанска цел. Твърди се, че проектът е подобен на LOCKSS, но с фокус върху „предлагането на изследователите възможността да разпространяват хостинга на своите документи и набори от данни на автори и читатели, осигурявайки лесен достъп до научни трудове и едновременно с това да ги архивират на компютри по целия свят“.